# 阿尔诺什特·克利姆奇克
阿尔诺什特·克利姆奇克（捷克語：Arnošt Klimčík，1945年7月24日—2015年3月21日），捷克男子手球运动员。他曾代表捷克斯洛伐克国家队参加1972年夏季奥林匹克运动会手球比赛，获得一枚银牌。